# Jalle, Julle och Hjulius
"Jalle, Julle och Hjulius", barnprogram skapat av Larz-Thure Ljungdahl för SVT Norrköping. Programserien handlar om de båda kasperdockorna Jalle (den långsmale, som talar västmanländska) och Julle (med kastrullen på huvudet, som talar genuin norrköpingsdialekt) och deras bil Hjulius. 
Jalle och Julle föddes redan 1959 i ett TV-program som handlade om hur man tillverkar kasperdockor. Då var deras utseende annorlunda, men sedan 1960 har de i stort sett sett likadana ut som i de kommande barnprogrammen.
Första omgången av serien var på sex delar och sändes i mars 1962. I många program var de ensamma i rutan, men 1980 fick de sällskap av Rymd-Robbe som kom till jorden i ett rymdskepp tillsammans med rymdhunden Jupiter. I samma omgång dök också Kolmårdstrollet Trolle (Nenne Peterson) upp. I en senare omgång 1984 fick Trolle sällskap av sin brevvän Trolla spelad av Berit Malmqvist. 
Jalles röst gjordes av Larz-Thure Ljungdahl, medan Rune Lundblad gav röst åt Julle.
Serien utspelade sig till stor del i Kolmårdens djurpark där Trolles hus fanns. Några repliker ur serien har blivit klassiska citat bl.a. "Snabler och grobianer" och "Norrköping för tjyvingen, vi syns".
I mitten av 1980-talet gjordes en LP-skiva Trolle lär sig läsa med de populära figurerna från TV.
Sista programomgången sändes 1987.
Natten mot den 31 oktober 2011 stals dockorna och bilen som i serien gestaltade Jalle, Julle och Hjulius vid ett inbrott i SVT:s lokaler i Norrköping..